# Сьмешково (Великопольське воєводство)
Сьмешково (пол. Śmieszkowo, нім. Lindenheim) — село в Польщі, у гміні Чарнкув Чарнковсько-Тшцянецького повіту Великопольського воєводства.
Населення — 800 осіб (2011).
У 1975-1998 роках село належало до Пільського воєводства.

## Демографія
Демографічна структура станом на 31 березня 2011 року:
|          | Загалом | Допрацездатний вік | Працездатний вік | Постпрацездатний вік |
| -------- | ------- | ------------------ | ---------------- | -------------------- |
| Чоловіки | 409     | 88                 | 287              | 34                   |
| Жінки    | 391     | 87                 | 242              | 62                   |
| Разом    | 800     | 175                | 529              | 96                   |